# Bằng Việt
Bằng Việt (tên thật Nguyễn Việt Bằng; sinh năm 1941) là nhà thơ Việt Nam, được tặng Giải thưởng Nhà nước về Văn học Nghệ thuật năm 2001. Ông đã từng là Phó Chủ tịch Hội đồng Nhân dân thành phố Hà Nội; Phó Chủ tịch Liên hiệp các Hội Văn học Nghệ thuật Việt Nam.

## Tiểu sử
Bằng Việt sinh ngày 15 tháng 6 năm 1941 tại phường Phú Cát, thành phố Huế, nguyên quán tại xã Chàng Sơn, huyện Thạch Thất, tỉnh Hà Tây (nay thuộc thành phố Hà Nội), là nơi ông sống cuộc sống tuổi thơ.
Ông học trung học tại Hà Nội. Sau khi tốt nghiệp khoa Pháp lý, Đại học Tổng hợp Kiev. Liên Xô năm 1965, Bằng Việt về Việt Nam, công tác tại Viện Luật học thuộc Uỷ ban Khoa học Xã hội Việt Nam. Đến năm 1969, ông chuyển sang công tác ở Hội Nhà văn Việt Nam. Năm 1970, ông tự nguyện xin đi và làm phóng viên chiến trường thuộc quân số Đoàn 559, và làm tại Bảo tàng truyền thống cho đoàn Trường Sơn. Năm 1975, ông chuyển về Nhà xuất bản Tác phẩm mới.
Khi về Hội Văn học nghệ thuật Hà Nội năm 1983, ông được bầu làm Tổng thư ký Hội (1983-1989) và là một trong những người sáng lập tờ báo văn nghệ Người Hà Nội (xuất bản từ 1985). Từ đây, ông được bầu làm Uỷ viên Uỷ ban toàn quốc Liên hiệp các Hội Văn học nghệ thuật Việt Nam, làm tổng biên tập tờ tạp chí Diễn đàn Văn nghệ Việt Nam (1989-1991).
Ông làm Chủ tịch Hội Liên hiệp Văn học nghệ thuật Hà Nội hai nhiệm kỳ  (2001- 2010); Phó Chủ tịch Liên hiệp các Hội Văn học Nghệ thuật Việt Nam khóa VII, khóa VIII (2005-2015).
Ông cũng từng là thành ủy viên Thành ủy Hà Nội (4 khoá) làm Thư ký thường trực, rồi Phó Chủ tịch Hội đồng Nhân dân thành phố Hà Nội 2 khóa (1991-2000).
Sau Đại hội Hội Nhà văn Việt Nam lần thứ VII, Bằng Việt đã đệ đơn lên Ban Chấp hành xin từ chức sau khi đã giữ cương vị Chủ tịch Hội đồng Thơ suốt hai nhiệm kỳ với lý do công việc.

## Sự nghiệp
Bằng Việt làm thơ từ năm 13 tuổi, bài thơ đầu tiên của ông được công bố là bài Qua Trường Sa viết năm 1961. Ông đã thể hiện nhiều loại thơ không vần, xuống thang rồi bắc thang, tất cả những hình thức đã có trong thơ Việt Nam và thơ thế giới. Tập thơ đầu tay Hương cây - Bếp lửa của ông và Lưu Quang Vũ xuất bản lần đầu năm 1968 và mới được tái bản sau 37 năm.
Một trong những bài thơ gây xúc động nhất là bài Bếp lửa, được Bằng Việt sáng tác vào năm 1963, khi ông còn là chàng sinh viên 22 tuổi đang theo học ngành luật tại đại học tổng hợp Kiev (Liên Xô cũ). Bài thơ này được đưa vào sách giáo khoa phổ thông lớp 8, 9: Ngữ Văn 9 tập 1 trang 143, 144, 145, chương trình cũ; Ngữ Văn 9 tập 1 Chân trời sáng tạo trang 15,16,17 và trong Ngữ văn lớp 8 Kết nối tri thức, chương trình mới.

Nhà thơ Bình Nguyên Trang cho rằng “Thơ Bằng Việt là thế giới tinh thần của cả một thế hệ mang trên vai nỗi đa đoan và sự hứng khởi, vận mệnh tràn ngập niềm vui và quặn đau thao thức của đời sống nửa sau thế kỷ 20”
——  nhà thơ Bằng Việt
Ông còn dịch thơ của các nhà thơ Yannis Ritsos (Hy Lạp), Pablo Neruda (Chile); các nhà thơ Nga cổ điển và hiện đại: A. Pushkin, M. Lermontov, S. Esenin, E. Evtushenko, O. Berggoltz, M. Aliger, A. Tvardovsky, M. Dudin, A. Akhmatova, R. Gamzatov...; các nhà thơ Pháp: G. Apollinaire, P. Eluard, J. Prévert và tham gia biên soạn một số từ điển văn học. Ông cũng từng theo nghề luật cho đến khi thôi nhiệm kỳ cuối cùng ở Hội đồng Nhân dân thành phố (năm 2000).
Ông được Nhà nước Việt Nam tặng thưởng: Huân chương Kháng chiến chống Mỹ cứu nước hạng Ba, Huân chương Lao động hạng Nhất.
Năm 2001, ông được tặng Giải thưởng Nhà nước về Văn học Nghệ thuật với các tập thơ: Hương cây - Bếp lửa, Bếp lửa - Khoảng trời, Đất sau mưa.

## Tác phẩm

### Sáng tác
- Hương cây - Bếp lửa, (Tập thơ; 1968, 2005) với 21 bài thơ, là tập thơ đầu tay của ông, đồng tác giả với Lưu Quang Vũ.
- Đường Trường Sơn, cảnh và người (ký sự thơ 1972 - 1973)
- Những gương mặt - Những khoảng trời (Some faces and pieces of sky; 1973), 24 bài thơ
- Đất sau mưa (1977), 20 bài thơ
- Khoảng cách giữa lời (1984), 16 bài thơ
- Cát sáng (1985), in chung với Vũ Quần Phương
- Bếp lửa - Khoảng trời (Tập thơ) (1986)
- Phía nửa mặt trăng chìm (1995)
- Ném câu thơ vào gió (Tập thơ; Flying a verse with the wind; 2001), 30 bài thơ
- Thơ trữ tình (2002)
- Thơ Bằng Việt (Tập thơ; 2003)
- Nheo mắt nhìn vào gió (Tập thơ, 2008)
- Hoa tường vi (Tập thơ, 2018)
- Mẹ (1972)
- Thơ Bằng Việt 1986-2016 (Nhà xuất bản Văn học, 2020)

### Dịch thuật
- Hãy nói bằng ngôn ngữ của tình yêu (1978), thơ Yannis Ritsos (Hy Lạp), dịch chung với Tế Hanh, Phạm Hổ, Đào Xuân Quý
- Lọ lem (1982), thơ E. Evtushenko (Nga)
- TASS được quyền tuyên bố, tiểu thuyết Liên Xô
- Thơ trữ tình thế giới thế kỷ XX (hợp tuyển thơ dịch; 2005), Nhà xuất bản Văn Học và Công ty Văn hóa Việt

### Biên soạn
- Mozart, truyện danh nhân
- Từ điển Văn học, 2 tập, Nhà xuất bản Khoa học xã hội, 1983-1984, đồng tác giả
- Từ điển Văn học (bộ mới), Nhà xuất bản Thế giới, 2004, đồng tác giả
- Từ điển tác gia văn học nước ngoài, đồng tác giả, Hữu Ngọc chủ biên

## Vinh danh
- Giải thưởng Nhà nước về Văn học Nghệ thuật năm 2001.
- Được vinh danh "Công dân Thủ đô ưu tú" năm 2013.

### Giải thưởng văn học
- Giải nhất về thơ của Hội Văn học nghệ thuật Hà Nội năm 1968
- Giải thưởng dịch thuật văn học quốc tế và giao lưu văn hóa quốc tế do Quỹ Hòa bình Liên Xô trao tặng năm 1982
- Giải thưởng thơ của Hội nhà văn Việt Nam năm 2002
- Giải thưởng văn học ASEAN 2003 cho tập thơ "Ném câu thơ vào gió"
- "Giải thành tựu trọn đời" của Hội Nhà văn Hà Nội năm 2005 cho Thơ trữ tình thế giới thế kỷ XX.[6]